# Кубок Бангладеш з футболу 2024—2025
Кубок Бангладеш з футболу 2024—2025 — 36-й розіграш кубкового футбольного турніру у Бангладеш. Титул володаря кубка вдруге поспіль Башундхара Кінгс.

## Календар
| Раунд           | Дата                          | Матчі | Клуби  |
| --------------- | ----------------------------- | ----- | ------ |
| Груповий турнір | 3 грудня 2024 – 31 січня 2025 | 20    | 10 → 4 |
| Перший раунд    | 8 квітня 2025                 | 2     | 4 → 3  |
| Другий раунд    | 15 квітня 2025                | 1     | 3 → 2  |
| Фінал           | 29 квітня 2025                | 1     | 2 → 1  |

## Перший раунд
| Команда 1        | Рахунок      | Команда 2             |
| ---------------- | ------------ | --------------------- |
| 8 квітня 2025    |              |                       |
| Бразерс Юніон    | 1:2 дч       | Рахматжанж МФС        |
| Башундхара Кінгс | 1:1 пен. 2:4 | Дакка Абахані Лімітед |

## Другий раунд
| Команда 1        | Рахунок | Команда 2      |
| ---------------- | ------- | -------------- |
| 15 квітня 2025   |         |                |
| Башундхара Кінгс | 2:1 дч  | Рахматжанж МФС |

## Фінал
| 22 і 29 травня 2025 |

| Дакка Абахані Лімітед                  | 1:1 дч   | Башундхара Кінгс                                        |
| -------------------------------------- | -------- | ------------------------------------------------------- |
| - Ібрагім 15'                          | Протокол | - Лескано 6'                                            |
|                                        | Пенальті |                                                         |
| - Аугусто - Емека - С.Хоссаїн - Міраюл | 3:5      | - Фернандес - Морсалін - Інсан Хоссаїн - Топу - Дасіель |

| Місцевий стадіом, Майменсінгх Арбітр: Саймон Хасан Сані |